# Stołążek
Stołążek – przysiółek wsi Iglice w Polsce, położony w województwie zachodniopomorskim, w powiecie łobeskim, w gminie Resko.
W latach 1975–1998 przysiółek administracyjnie należał do województwa szczecińskiego.